# Proechimys
Proechimys (J. A. Allen, 1899) è un genere di roditori della famiglia degli Echimiidi.

## Descrizione

### Dimensioni
Al genere Proechimys appartengono roditori di medie e grandi dimensioni, con la lunghezza della testa e del corpo tra 160 e 300 mm, la lunghezza della coda tra 109 e 320 mm e un peso fino a 500 g.

### Caratteristiche craniche e dentarie
Il cranio presenta il rostro lungo e sottile e la regione inter-orbitale stretta. I denti masticatori superiori hanno due o tre rientranze su ogni lato, mentre quelli inferiori da due a quattro.
Sono caratterizzati dalla seguente formula dentaria:

### Aspetto
La pelliccia è spinosa. Le parti dorsali variano dal bruno-rossastro al bruno-grigiastro spesso striate di nero particolarmente lungo la spina dorsale, mentre le parti ventrali sono bianche talvolta con dei riflessi giallastri o grigiastri, specialmente sulla gola, il torace e l'interno delle zampe posteriori. Il muso è lungo ed appuntito, gli occhi e le orecchie sono grandi. Gli arti sono allungati, i piedi sono lunghi e sottili, gli artigli sono corti e ricurvi. La coda è lunga circa quanto la testa ed il corpo.

## Distribuzione
Sono roditori terricoli diffusi nell'America centrale e in quella meridionale

## Tassonomia
Il genere comprende 22 specie.
- P.gardneri Group
  - Proechimys gardneri
  - Proechimys kulinae
  - Proechimys pattoni
- P.decumanus Group
  - Proechimys decumanus
- P.goeldii Group
  - Proechimys goeldii
  - Proechimys quadruplicatus
  - Proechimys steerei
- P.canicollis Group
  - Proechimys canicollis
- P.trinitatis Group
  - Proechimys chrysaeolus
  - Proechimys guairae
  - Proechimys hoplomyoides
  - Proechimys mincae
  - Proechimys trinitatis
- P.semispinosus Group
  - Proechimys semispinosus
  - Proechimys oconnelli
- P.echinothrix Group
  - Proechimys echinothrix
- P.longicaudatus Group
  - Proechimys brevicauda
  - Proechimys cuvieri
  - Proechimys longicaudatus
- P.simonsi Group
  - Proechimys simonsi
- P.guyannensis Group
  - Proechimys guyannensis
  - Proechimys roberti